# Sheila Hudson
Sheila Hudson (née le 30 juin 1967 à Wurtzbourg, en Allemagne) est une athlète américaine spécialiste du triple saut, aujourd'hui retraitée.

## Biographie
Elle est née d'un père afro-américain et d'une mère coréenne.
Elle a gagné la médaille d'argent aux championnats du monde d'athlétisme en salle 1995, et fini 8e à la coupe du monde des nations d'athlétisme 1994, 11e aux  Jeux olympiques d'Atlanta et 5e à la  coupe du monde des nations d'athlétisme 1998.
Hudson a réalisé des performances supérieures aux records du monde de l'époque en 1987, mais l'IAAF n'a pas ratifié ces performances. Son meilleur saut en carrière fut de 14,41 mètres, obtenu en juillet 1996 à Stockholm. Le record des États-Unis appartient de nos jours à Tiombe Hurd avec 14,45 mètres.